# Wszechukraińska Organizacja „Tryzub” im. Stepana Bandery
Wszechukraińska Organizacja «Tryzub» im. Stepana Bandery – ukraińska paramilitarna organizacja nacjonalistyczna, utworzona 14 października 1993 z inicjatywy OUN (R) przez Wasyla Iwanyszyna.